# 316020 Linshuhow
316020 Linshuhow è un asteroide della fascia principale. Scoperto nel 2009, presenta un'orbita caratterizzata da un semiasse maggiore pari a 2,2785661 UA e da un'eccentricità di 0,1862166, inclinata di 1,46444° rispetto all'eclittica.
L'asteroide è dedicato al cestista statunitense Jeremy Shu-How Lin.